# Maria Alonso Canals
Maria Alonso Canals (Barcelona, 14 de maig de 1915 - Girona, 7 de febrer de 2014) va ser una mestra i periodista catalana.

## Biografia
Filla d’un mestre armer militar asturià, va néixer a Barcelona però passà anys de la seva infantesa a Palma, Figueres i a partir de l'any 1924 la família s’instal·là a Girona. Va cursar estudis de Magisteri a l’Escola Normal, i exercí com a mestra a l'escola Eiximenis i l'escola l’Annexa de la Normal. Durant la guerra civil va ser empresonada un mes i mig per les seves conviccions religioses. Va ser secretària provincial de la Sección Femenina, delegada provincial d'Excautivos (1956-1963) i delegada provincial de Prensa, Propaganda y Radio del Movimiento (1959-1970).
Com a periodista, és coneguda pels articles que va escriure a la secció «Alminar» del diari Los Sitios des de 1959 amb el pseudònim de Cierzo, i per les nombroses entrevistes i reportatges que va escriure al mateix diari, sovint sota l'epígraf «Para la mujer». Era l’única dona de la redacció, i les seves cròniques i entrevistes van esdevenir un aparador de l’actualitat gironina, en un to femení, desimbolt i a vegades polèmic.
És distingida amb la Medalla d’Or de l’orde de Cisneros (1959) i rep el IX Premis Mestres 68 (2003) per la seva tasca en l’àmbit de l'educació infantil i, en especial, en l'aprenentatge de la lectoescriptura.
Quan morí, l’any 2014, era la col·legiada més veterana de Col·legi de Periodistes de Catalunya.